# フランス・マルハーバ
フランス・マルハーバ（Frans Malherbe、1991年3月14日 - ）は、ユナイテッド・ラグビー・チャンピオンシップ、ストーマーズに所属するラグビーユニオン選手。

## プロフィール
- 南アフリカ・ブレダスドープ出身。
- ポジションはプロップ(PR)。
- 身長 190cm、体重 122kg[1]
- 南アフリカ代表キャップは38（2020年3月現在）でラグビーワールドカップ2015・ラグビーワールドカップ2019の南アフリカ代表に選ばれた[2]。

## 略歴
ウェスタン・プロヴィンスを経て、2011年、ストーマーズに加入。 